# 포르쉐 카이엔
포르쉐 카이엔(Porsche Cayenne)은 독일 폭스바겐 AG 산하의 고급 스포츠카 브랜드인 포르쉐가 2002년에 출시한 중형 SUV이다.

## 상세
카이엔은 형제차인 폭스바겐 투아렉과 아우디 Q7의 설계 공정을 기반으로 제작된다. 북아메리카에서는 2003년부터 판매를 시작했다. 1995년에 나온 포르쉐 928에 장비된 V8 엔진(포르쉐 최초의 V8)을 사용한 자동차이지만, V8 가솔린 엔진만 포르쉐 자체 엔진을 이용하고 V6 가솔린/커먼레일 디젤 엔진은 폭스바겐과 공용한다. 2007년에 출시한 1세대의 페이스리프트 모델부터 가솔린 직접분사 엔진을 장착하고 있다. 2세대 카이엔은 2010년 3월에 열린 제네바 모터쇼에서 베일을 벗었고, 이보다 먼저 2010년 2월 25일에 인터넷에 2세대 카이엔의 모습이 공개됐다. 차의 이름인 카이엔(Cayenne)은 '매운 고추'를 뜻한다.
폭스바겐의 상용 화물 차량인 트랜스포터의 차대를 변형한 플랫폼을 기반으로 하여 투아렉과 Q7의 플랫폼을 공용하고, 이 차체는 슬로바키아 브라티슬라바에 있는 폭스바겐 현지공장에서 제작한다. 포르쉐는 카이엔의 생산을 위해 작센주 라이프치히에 공장을 신설했으며, 브라티슬라바 현지공장에서 만든 차체를 라이프치히 공장으로 갖고 와서 나머지 공정을 마무리했다. 대신 가로배치로 엔진을 얹는 트랜스포터와 달리, 카이엔도 투아렉과 Q7처럼 트랜스포터의 플랫폼을 조금 변형하여 엔진을 세로로 배치한다.
2016년까지 폭스바겐 브라티슬라바 현지공장에서 제작한 차체를 포르쉐의 라이프치히 공장으로 갖고 와서 최종 조립한 후 출고했으나, 2017년에 출시한 3세대부터 차체 제작부터 최종 조립까지 브라티슬라바 현지공장 생산으로 전면 전환됐다.

## 디자인
포르쉐 카이엔의 플랫폼은 폭스바겐 투아렉, 아우디 Q7과 공유하지만 각 브랜드는 모든 방향의 디자인과 기능을 색다르게 해서 차별화시켰다. 포르쉐 최고의 판매를 일으킨 제품이지만, 처음부터 인기가 높았던 것은 아니다. 영국의 자동차 쇼인 탑기어 방송 프로그램에서는, 포르쉐 카이엔의 외형에 대해 "카이엔은 그냥 용서할 수가 없다. 자동차를 처음 보는 사람도 심각할 정도로 징그럽게 느낀다. 런던 서부의 멍청한 사람들(top tossers)만이 타고 다닐 자동차"라고 비판했다. 카앤서지스트(carenthusiast) 웹진에서는 "징그러울 수 있지만, 운전을 할 때는 절대 신경쓰이지 않는다."고 글을 썼다. 텔레그래프가 선정한 "세계에서 가장 못 생긴 자동차 100대" 중 비교적 상위권인 15위에 랭크됐을 정도이다. 포르쉐 카이엔의 상징이라고 할 수 있는 전면부의 공기 흡입구(통풍구)는 포르쉐 996에서 영향을 받은 것이다.

## 1세대

### 카이엔

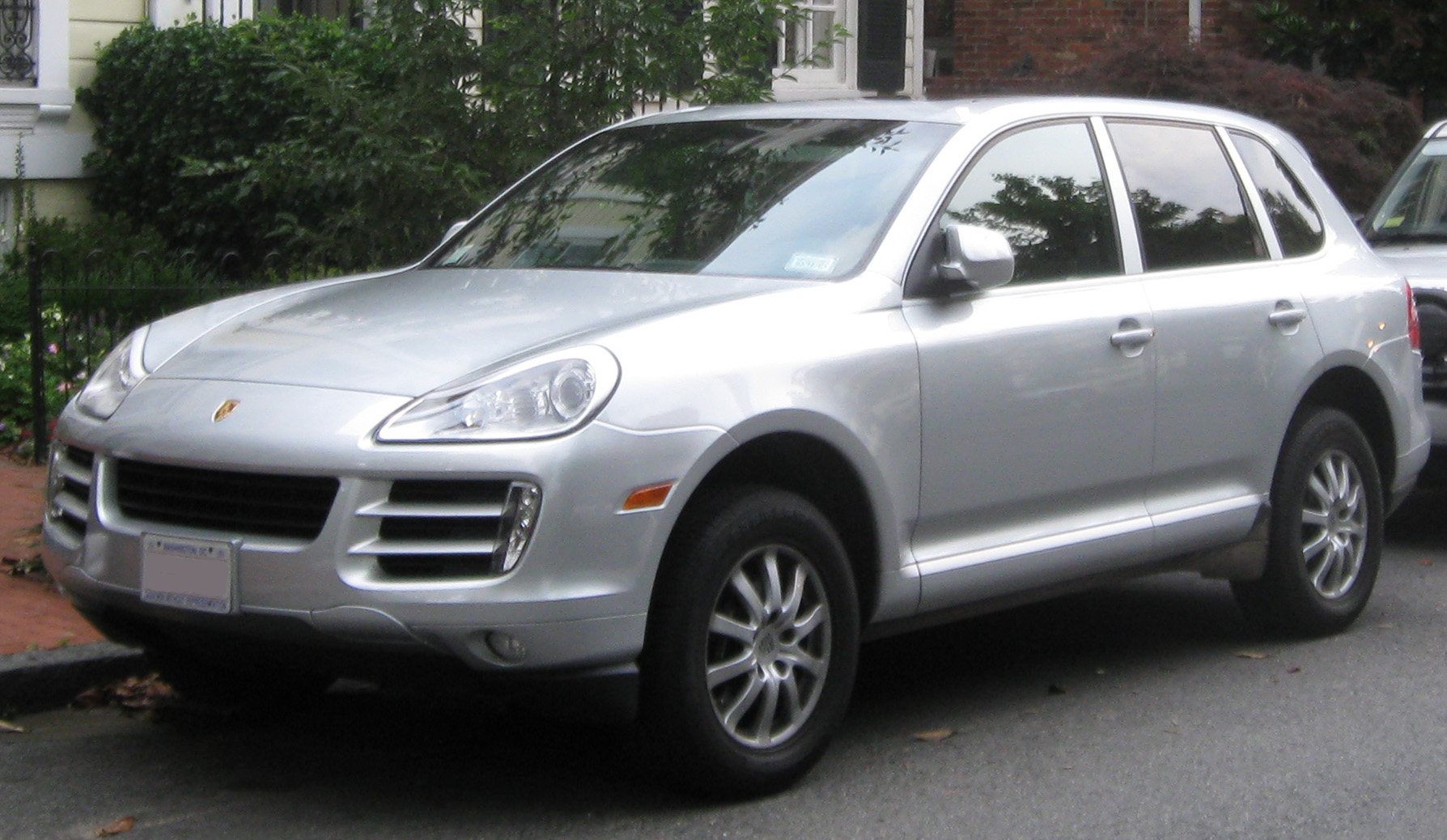
1.5세대 카이엔

카이엔은 포르쉐의 적자 경영과도 밀접한 관계가 있다. 1990년대 말, 포르쉐 911 시리즈의 전통이었던 수평대향형 공냉식 엔진이 수냉식 엔진으로 교체된 포르쉐 996이 출시됐는데, 자동차 평론가들로부터 "전통을 깨버렸다."고 비판을 받으며, 시장에서도 큰 성공을 하지 못했다. 기존의 포르쉐 993보다 996의 값이 훨씬 비쌌으며, 996도 공장에서 무제한 양산되고 있었기 때문에 기존 911 시리즈만의 매력은 사라진 지 오래였다. 이후 포르쉐는 하이브리드 자동차로 제작하고 있던 파나메라와 카이엔 중, 가장 먼저 카이엔을 하이브리드 자동차가 아닌 실용적인 SUV로 출시하기로 결정하고 폭스바겐 투아렉의 차체와 공용하게 된다. 투아렉과 같은 플랫폼에서 만들어진 카이엔은 엔진과 변속기 외에 많은 부분이 비슷했는데, 이에 대해 포르쉐 측은 "신차의 가격 인하는 중고차의 보상회수 가격의 하락으로 연결되며, 그것은 우리 회사의 고객에 대한 배반 행위라고도 말할 수 있다. 높은 리세일 밸류라고 하는 포르쉐의 가치를 유지하기 위해 우리는 절대로 가격인하 경쟁에는 뛰어들지 않을 것이다. 그 대신에 보다 매력적 임팩트가 있는 상품을 시장에 투입할 것이다."라고 발표했다.
최초의 카이엔은 출력이 250마력(hp)으로 개조된 폭스바겐의 3.2리터 VR6 엔진을 장착했다. 기존의 3.2리터 VR6 엔진의 출력을 높이기 위해 카이엔은 엔진과 배기구 외에도 많은 부분을 변경했다. 왜냐햐면 3.2리터 VR6 엔진은 폭스바겐 투아렉과 폭스바겐 골프 R32 모델에 사용되었던 엔진이었기 때문이다. 터보 디젤 엔진 역시 사용할 수 있도록 만들어졌는데, 최초의 카이엔의 성능은 아래와 같았다.
| 엔진    | 출력                             | 토크 | 주행 성능                                                                                               |
| ------- | -------------------------------- | ---- | --- |
| 3.2 VR6 | 250 hp(190 kW) @ 2,500-5,500 RPM | --   | 최고속도 : 214 km/h 0-60 마일(97 km/h) 가속:7.5초(수동 변속기), 8.1초(팁트로닉 S), 9.7초(팁트로닉 디젤) |

2,945 kg에 달하는 차체에 3.2리터 VR6 엔진은 매우 작은 것이었다. 스포츠 자동차만 만들던 포르쉐가 5도어 SUV를 만든다는 것에 자동차 평론가들은 의구심을 제기하기도 했다. 하지만 카이엔은 선풍적인 인기를 끌었고, 포르쉐를 부활시키는 일등 공신이 됐다. 포르쉐는 이후 V8 가솔린 엔진을 장착하여 성능을 높인 카이엔 S를 출시하고, 이어 V8 가솔린 터보 엔진을 장착한 카이엔 터보, 카이엔 터보 S 등을 내놨다.
2007년에 페이스리프트했을 때 250마력 V6 3.2리터 DOHC 자연흡기 가솔린 엔진은 290마력 V6 3.6리터 DOHC 가솔린 직접분사 엔진으로 교체됐다. V8 가솔린 엔진은 4.5리터에서 4.8리터 엔진으로 변경했다.

### 카이엔 S와 카이엔 GTS
카이엔 S는 V8 엔진으로 교체된 것이었다. 카이엔 S에 탑재된 V8 엔진은 포르쉐 928에 사용된 엔진으로, 포르쉐 최초의 V8 엔진이었다. 카이엔 S에 탑재하기 위해 건식 윤활 시스템(dry-sump lubrication system)과 가변식 타이밍 밸브(variable valve timing)가 구비되었고, 340마력으로 출력이 높아져 0-60 mph (97 km/h) 가속도 6.4초로 단축됐으며 최고 속도는 155 마일 (약 250 km/h)로 높아졌다.
2005년경에는 카이엔 GTS를 출시했다. 기존의 S 트림보다 훨씬 높은 성능을 자랑했는데, 카이엔 S보다 훨씬 가벼워졌으며 21인치에 달하는 휠과 스포츠 자동차에 사용되는 서스펜션을 장착시켰고, 공기역학적 바디킷을 장착시켜 가속 성능도 훨씬 빨라졌다.
| 이름       | 엔진   | 출력                             | 토크                           | 주행 성능                                                                      |
| ---------- | ------ | -------------------------------- | ------------------------------ | ------------------------------------------------------------------------------ |
| 카이엔 S   | 4.5 V8 | 340 hp(250 kW) @ 2,500-5,500 RPM | --                             | 최고속도 : 250 km/h 0-60 마일(97 km/h) 가속:6.4초                              |
| 카이엔 GTS | 4.8 V8 | 405 hp(298 kW) @ 6,500 RPM       | 500 N·m (369 lb·ft)@ 3,500 RPM | 최고속도 : 253 km/h(수동), 251 km/h(팁트로닉 S) 0-60 마일(96 kmh) 가속 : 5.7초 |

한편, 비슷한 시기에 카이엔 터보 라인업이 추가된다.

### 카이엔 터보와 카이엔 터보 S
카이엔 터보는 2006년, 메르세데스-벤츠 ML63 AMG에 대항하기 위해 출시됐다. 450마력에 달하는 출력과 60마일 가속 성능이 겨우 5.3초 밖에 걸리지 않았다. 이전에도 폭스바겐이나 아우디, 벤츠 등에서 비슷한 고성능의 SUV를 출시한 적은 있었으나, 포르쉐는 포르쉐만의 SUV를 위해 훨씬 높은 초 고성능의 SUV를 출시한 것이었다. 결과적으로 포르쉐는 연비를 생각하지 않고 비대한 차체에 터보까지 올려두는 바람에 카이엔 터보는 심각한 연비로 큰 비난을 받았다. 실제로 EPA가 공인한 카이엔 터보의 연비는, 시내주행에서 약 5km/L(12 mpg), 고속도로 주행에서 약 8km/L(약 19 mpg)였다. 이산화탄소 배출량도 가장 나쁜 자동차였다. 벤츠의 ML63 AMG도 비슷한 연비를 보여주었으나, 엔진을 포함한 전체적인 교체가 예고된 상황이었을 시기라 자동차 전문 웹진은 물론이고 포르쉐 마니아들은 카이엔 터보의 환경성에 큰 비판을 가했다. 2008 베이징 오토 쇼에서 출시된 카이엔은 페이스리프트됐는데, 환경성에 대한 비판을 줄이고자 성능과 함께 연비도 높이고, 이산화탄소 배출량도 낮추었다.
카이엔 터보 후에 굉장히 독특한 모델이 등장했다. 바로 521마력의 카이엔 터보 S인데, 2006년부터 2008년까지 1,500대 한정판으로 만들어진 자동차이다. 현재에 이르러 BMW X6 M이라는 경쟁 차종이 생겼으나, 터보 S가 출시될 당시에는 그 성능 자체가 굉장해서 동급의 SUV가 없었기 때문에 BMW M3나 메르세데스-벤츠 SL 클래스와 경쟁이 가능한 유일한 SUV였다. 포르쉐 911 중에서도 하위 트림에 속하는 차들보다도 훨씬 빠른 SUV였다. 2008년에 출시된 카이엔 터보 S는 2008년식 1.5세대 카이엔 터보와 마찬가지로 연비가 높아지고 이산화탄소 배출량이 더 적어졌다. 카이엔 터보 S는 SUV 중에서 드리프트를 가장 완벽하게 할 수 있는 차로 평가받는다.
카이엔 터보 S는 프랑스의 공항에서 에어버스 A380을 42m 끈 세계 기록을 보유하고 있다.
| 이름                   | 엔진            | 출력                             | 토크                                 | 주행 성능                                                     |
| ---------------------- | --------------- | -------------------------------- | ------------------------------------ | ------------------------------------------------------------- |
| 카이엔 터보(1세대)     | 4.5 터보차저 V8 | 450 hp(340 kW) @ 2,250-4,750 RPM | --                                   | 최고속도 : 266 km/h 0-60 마일(97 km/h) 가속:5.3초             |
| 카이엔 터보 S(1세대)   | 4.5 트윈터보 V8 | 521 hp(389 kW) @ 2,750-3,750 PRM | --                                   | 최고속도 : -- 0-60 마일(97 km/h) 가속:5.1초                   |
| 카이엔 터보(1.5세대)   | 4.8 터보차저 V8 | 500 hp(370 kW) @ 6,000 RPM       | 700 N·m (369 lb·ft)@ 4,500 RPM       | 최고속도 : 276 km/h 0-60 마일(96 km/h) 가속 : 5.1초           |
| 카이엔 터보 S(1.5세대) | 4.8 트윈터보 V8 | 550 hp(410 kW) @ 6,000 RPM       | 750 N·m (550 lb·ft)@ 2,250-4,500 RPM | 최고속도 : 280 km/h(전자제어) 0-60 마일(96 km/h) 가속 : 4.6초 |

### 카이엔 디젤과 카이엔 S 하이브리드
포르쉐는 2005년 프랑크푸르트 모터쇼에서 2010년 출시를 목표로 한 하이브리드 버전의 카이엔을 발표했다. 발표 당시의 이름은 포르쉐 카이엔 하이브리드였으며, 2년 후인 2007년 프랑크푸르트 모터쇼에서는 구동렬이 완성된 데모 버전의 카이엔 하이브리드가 공개됐다. 주목할 만한 변경 사항으로는, 전기로 작동되는 진공펌프(electric vacuum pump)와 유압 조타 펌프(hydraulic steering pump)가 추가됐다는 점이다. 토요타의 하이브리드 기술이 다수 적용된 288볼트의 니켈 메탈 하이브리드(Nickel-metal hydride) 배터리를 카이엔의 트렁크 바닥에 설치했다. 이 부분은 원래 카이엔의 스페어 타이어가 차지하고 있던 공간이었다.
카이엔 하이브리드의 몇몇 버전들이 있는데, 카이엔 S와 카이엔 터보 등을 기반으로 하고 고성능 하이브리드 버전이 있고, 일반 카이엔을 기반으로 하고 있는 카이엔 하이브리드가 있다. 카이엔 하이브리드는 236마력의 힘을 내는 슈퍼차저 V6 가솔린 엔진을 장착하고 있다. 60마일(97km/h)까지의 가속성능은 8.1초이다. 카이엔 S 하이브리드는 328마력의 힘을 내는 V6 엔진을 장비하고 있고 60마일(97km/h)까지의 가속성능은 6.9초이다. 카이엔 GTS 하이브리드는 383마력의 힘을 내는 V8 엔진을 장착하고 있으며 60마일(97km/h)까지의 가속성능은 6.0초이다. 카이엔 터보 하이브리드의 60마일(97km/h) 가속성능은 5.3초인데, 실제로는 터보 하이브리드의 성능이 구체적으로 밝혀진 적이 없어 루머일 가능성이 있다. 포르쉐 카이엔 하이브리드는 2010년부터 67,700달러의 값으로 판매를 시작했고, 추측할 수 있는 최소의 연비는 약 10km/L (25 MPG)이다.
이보다 먼저 2009년 2월 포르쉐는 폭스바겐의 240마력 V6 3.0 TDI 엔진을 얹은 디젤 버전의 카이엔을 출시했다. 240마력(180 kW)에 토크는 550 N·m (410 lb·ft)이다. 2009년 제네바 모터쇼에서 먼저 공개됐다. 이후 투아렉에 달리는 V8 4.2리터 TDI 엔진도 신설했는데, 340마력으로 세팅한 투아렉과 달리 카이엔은 382마력으로 세팅했다.

### 파생 모델
- 카이엔 S 트랜시베리아 : 트랜시베리아 렐리(Transsyberia rally)에 출전하기 위해 카이엔 S를 기반으로 만들어진 자동차이다. 터보차저(과급기) 등이 장착되지 않은 자연흡배기 4.8리터 연료 직분사 V8 엔진을 장착하고 있으며, 385 마력 (287 kW)의 출력을 6,200 RPM에서 낸다. 6단 팁트로닉 S를 장착하고 있으며 마지막 기어비가 4.11이다. 레이싱을 위해 만들어진 차 외에 공공도로에서 탈 수 있도록 개조해서 출시한 모델이 따로 있는데, 포르쉐의 우승을 기념하기 위한 모델이라고도 할 수 있다. 출시용 모델은 카이엔 GTS에서 갖고 온 405 마력 (302 kW)의 힘을 내는 4.8리터 직분사 V8 엔진을 장착하고 있다. 2009년 2월부터 판매를 시작했으며, 총 26대 한정판으로 판매했다.
- 카이엔 GTS 포르쉐 디자인 에디션 3 : 2010년에 출시되는 한정판 모델이다. 카이엔 GTS를 기반으로 포르쉐 디자인 스튜디오에서 전체적인 외형과 실내를 많이 바꿔놓았다. 라바 그레이 메탈릭(Lava Grey Metallic) 색상을 사용했으며, 21인치 스포츠-플러스 휠, 서로 다른 색상으로 칠해져 경계선을 따라 대조를 이루고 있는 검은색과 빨간색의 가죽 덮개(실내)가 특징이다. 또한 포르쉐의 크로노그래프(일반 차종은 옵션으로 제공된다. 911 시리즈의 실내에서 센터페시아 가운데에 있는 조그만 시계와 비슷한 것)가 기본으로 제공된다. (Type P’6612 크로노그래프). 2009년 5월부터 예약 판매를 시작했다. 판매가격은 79,100 유로(포르쉐 공식 판매가)이다. 1,000대 한정판이며, 100대가 미국에 할당됐으며, 현재 2010년에는 이미 다 판매됐다.

## 2세대
최초의 스파이샷은 2008년 6월 5일, 인터넷에 올라온 것이었다. 2009년 6월 2일과 2009년 7월 사이에 촬영됐던 여러 스파이샷은 상당히 먼 거리에서 촬영된 것이었는데, 2010년 2월에 데뷔를 앞두고 촬영된 스파이샷은 굉장히 가까운 곳에서 촬영됐다. 스파이샷만 보더라도, 이전 세대의 카이엔보다 훨씬 작아졌으며, 근육질의 곡선(디자인)이 더 많아졌고, 뒷쪽 창문과 더불어 수직으로 서있던 앞쪽 창문(바람막이 창)도 많이 비스듬해졌다. 지붕선의 경사(곡선)는 훨씬 많아졌고, 자동차의 뒤를 기준으로 했을 때 사이드 미러의 창 역시 많이 작았다. 전조등은 포르쉐 카레라 GT에서 영향을 받은 것으로 보이며, 후미등은 뒷문을 따라 더 길고 넓게 만들어졌다. 파나메라에 적용된 주간 LED 시스템이 기본 사항으로 적용되는 등 외관 디자인에 있어서 많은 변화가 있었다.
새로운 카이엔은 PL52형 플랫폼으로 바뀌었으며, 알루미늄과 마그네슘 합금으로 만들어진 차체를 사용해 이전 세대의 카이엔과 비교했을 때 무려 250kg이나 되는 무게를 줄였으며, 현재 판매 중인 모델과 비교도 안 될 정도로 연비가 매우 높아졌다. 비록 5cm가 짧아졌음에도 불구하고 더 낮은 차체를 가졌다. 차체가 낮아진 덕분에 오프로드 능력은 약화됐지만 일반적인 도로 주행을 위한 디자인으로 설계됐다.
2세대 포르쉐 카이엔은 2010년 4월부터 5월까지 2011년식 모델을 예약받아 판매했다. 공식적인 데뷔는 2010년 제네바 모터 쇼에서 했다. 2세대 카이엔의 공개를 앞둔 시점에 독일 작센주 라이프치히에 있는 카이엔의 공장이 먼저 공개되었다. 이미 2009년 10월에 1세대와 1.5세대 카이엔의 설계라인은 모두 다 폐쇄되었고, 2세대 카이엔을 위한 설계 라인이 만들어졌다. 2세대 카이엔의 설계라인을 기획하고 만드는 것에 약 2~3개월의 시간이 걸렸다고 한다.
이번에는 새롭게 만들어진 파나메라의 V8 엔진을 사용했는데, 카이엔에 파나메라의 V8 엔진을 장착하기 위해 약간의 개조가 더해졌다. 덕분에 더 강력한 연료 직분사 시스템과 더 높아진 출력과 토크, 빠른 가속 성능이 특징이며, 이와 동시에 이전 세대보다 훨씬 개선된 연비도 특징이다. 2010년 2월, 카이엔은 300 마력의 힘을 내는 3.6리터 V6 엔진을, 카이엔 S는 파나메라 S와 똑같은 400 마력의 힘을 내는 4.8리터 V8 엔진을, 그리고 카이엔 터보는 파나메라 터보와 똑같은 500 마력의 힘을 내는 4.8리터 트윈-터보 V8 엔진을 장착했다.
많은 사람들이 오랫동안 기다리고, 기대하던 카이엔 S 하이브리드는 333 마력의 힘을 내는 V6 3.6리터 엔진(아우디의 것이다.)과 47 마력의 힘을 내는 리튬 이온 배터리를 사용한다. 카이엔 S 하이브리드의 최고 출력은 380 마력이다. 출력 중에서 딱 20마력이 1세대와 1.5세대 카이엔 S의 것일 정도로 모든 부분이 바뀌었다. 카이엔 베이스 모델에는 수동 기어박스가 장착된 기본적인 변속기가 제공되며, 다른 모델들은 8단 팁트로닉 변속기가 제공된다. 이전 세대에 있던 쓸모 없는 장비들이 모두 제거된 덕분에 모든 차량들이 10 퍼센트가 넘는 체중 조절을 했으며, 70 킬로그램 정도에 꼭 필요한 장비들은 뒷좌석에 몰아넣었다.
카이엔과 카이엔 디젤, 카이엔 S 하이브리드, 카이엔 S, 그리고 카이엔 터보의 첫 모델은 2010년에 출시됐다. 카이엔 GTS와 카이엔 터보 S는 6개월 또는 2년 후에나 등장할 것이라 추측되고 있다.
2세대 포르쉐 카이엔은 2010년 4월부터 5월까지 2011년식 모델을 예약받아 판매하고 있다. 공식적인 데뷔는 2010년 제네바 모터 쇼에서 했다. 2세대 카이엔의 공개를 앞둔 시점에 독일 작센주 라이프치히에 있는 카이엔의 공장이 먼저 공개되었다. 이미 2009년 10월에 1세대와 1.5세대 카이엔의 설계 라인은 모두 다 폐쇄되었고, 2세대 카이엔을 위한 설계라인이 만들어졌다. 2세대 카이엔의 설계라인을 기획하고 만드는 것에 약 2~3개월의 시간이 걸렸다고 한다.

## 3세대

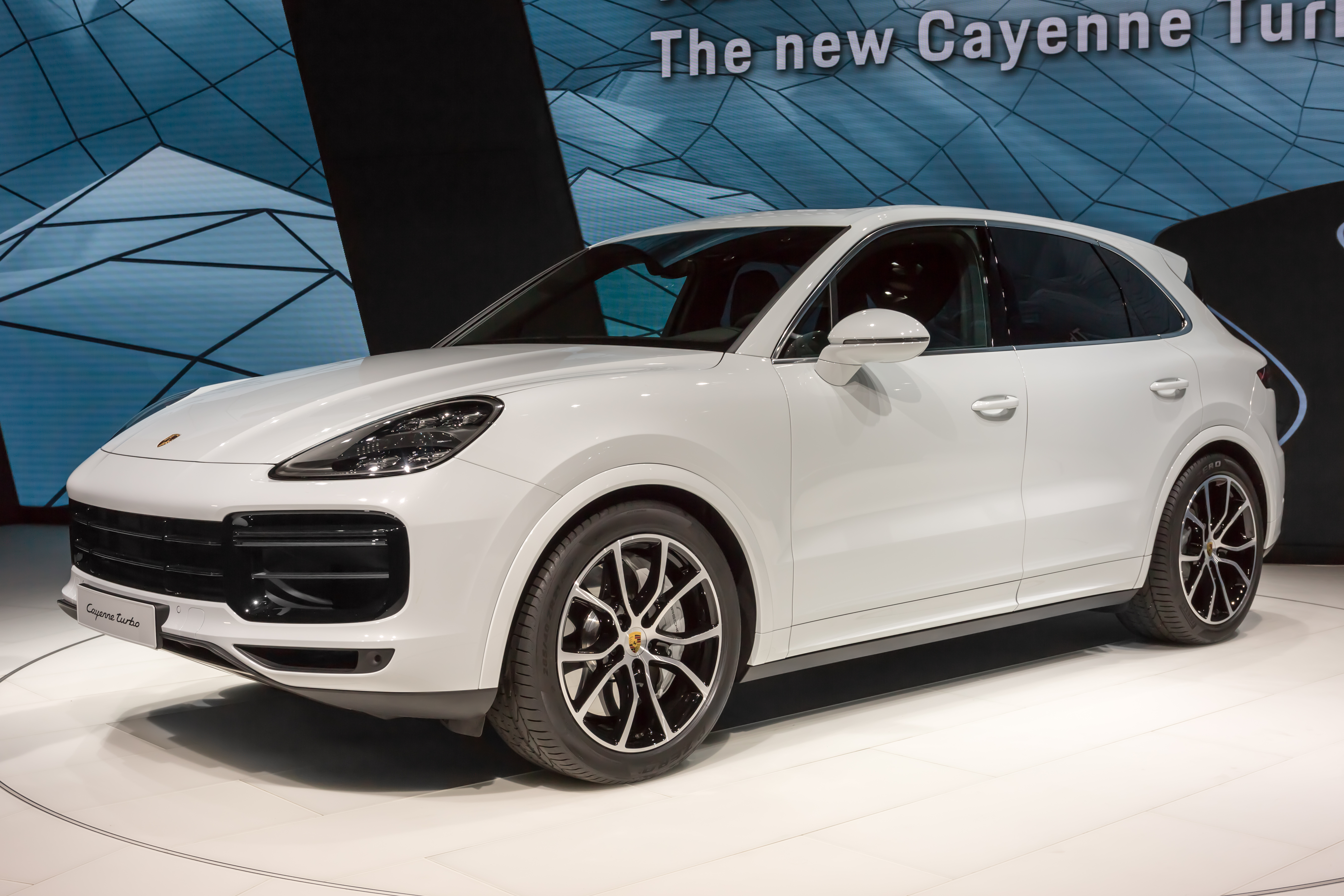

2017년에 공개됐다. 3세대부터는 차대부터 최종 조립까지 브라티슬라바 현지공장 생산으로 전환됐다. 디젤 모델은 내놓지 않는다.
파생 모델로 뒷부분을 패스트백같이 다듬은 카이엔 쿠페가 추가됐다.

## 포르쉐 카이엔에 대한 비판 여론
CNBC에 따르면, "2003년부터 SUV 시장에 진출하려는 시도와 함께 카이엔을 출시한 포르쉐의 행동에 의심이 가지만, 카이엔으로 인해 포르쉐의 신뢰도가 흠집이 가는 것은 아니다."고 말했다. 타임즈의 저널리스트 앤드루 프랭클(Andrew Frankel)은 "한편으로는 세계 최고의 4륜구동 차를 만드는 일이지만, 다른 면에선 영예로운 브랜드 이미지를 쉽게 돈버는 것을 추구하는 브랜드로 인식되게끔 할 우려가 있다(On one level it is the world’s best 4x4, on another it is the cynical exploitation of a glorious brand that risks long-term damage to that brand’s very identity in the pursuit of easy money)"면서, 이어 "독특한 세그먼트를 구축하고 있지만, BMW X5보다 운전 감각이 우수하다는 점에서 얼마나 좋은지를 알 수 있다. 하지만 디자인이나 성능에서 포르쉐다움이 적다는 점이 여전히 떠오른다"고 밝혔다. 여러 논란에도 불구하고 카이엔은 소비자들로부터 좋은 평가를 받았다. 포르쉐 역사상 가장 많이 판매한 자동차가 카이엔이다. 적자에서 벗어났을 뿐 아니라 사상 최대의 실적으로 거둔 돈을 이용해 포르쉐 가문은 폭스바겐 그룹의 지분 과반수를 매입하는 등 폭스바겐 그룹을 장악하는 데 활용했다. 그러나 폭스바겐을 합병하려던 포르쉐는 금융 위기로 오히려 폭스바겐 그룹으로 넘어가 그 계열사가 되며 완전한 가족 기업이 됐다. 카이엔의 성공에 힘입어 포르쉐는 4도어 패스트백 쿠페 파나메라(코드명 970)를 개발했고, 카이엔의 아랫급인 마칸도 개발하여 두 차종 모두 라이프치히 공장에서 생산 중이다. 2009년 8월까지 포르쉐 카이엔은 25만 대 이상을 생산하고 판매했다.